# Nanaimo (ancienne circonscription fédérale)
Pour les articles homonymes, voir Nanaimo (homonymie).
Nanaimo est une ancienne circonscription électorale fédérale de la Colombie-Britannique, représentée de 1904 à 1962.
La circonscription de Nanaimo est créée en 1903 avec des parties de Vancouver et de Victoria. Abolie en 1962, elle devient la circonscription de Nanaimo—Cowichan—Les Îles.

## Géographie
En 1903, la circonscription de Nanaimo comprenait:
- Les districts électoraux provinciaux de Cowichan, Esquimalt, Nanaimo City, Newcastle, Saanich et The Islands

## Députés
1. 1904-1911 — Ralph Smith, PLC
2. 1911-1917 — Francis Henry Shepherd, CON
3. 1917-1921 — John Charles McIntosh, CON
4. 1921-1935 — Charles Herbert Dickie, CON
5. 1935-1940 — James Samuel Taylor, CCF
6. 1940-1945 — Alan Chambers, PLC
7. 1945-1953 — George Randolph Pearkes, PC
8. 1953-1958 — Colin Cameron, CCF
9. 1958-1962 — Walter F. Matthews, PC

- CCF = Co-Operative Commonwealth Federation
- CON = Parti conservateur du Canada (ancien)
- PC = Parti progressiste-conservateur
- PLC = Parti libéral du Canada